# Muros
Muros es un municipio español perteneciente a la provincia de La Coruña y la comarca de Muros, en la comunidad autónoma de Galicia. Está situado en el extremo norte de la ría de Muros y Noya, la más septentrional de las Rías Bajas. Según el INE, en 2019 su población era de 8556 habitantes.

## Historia

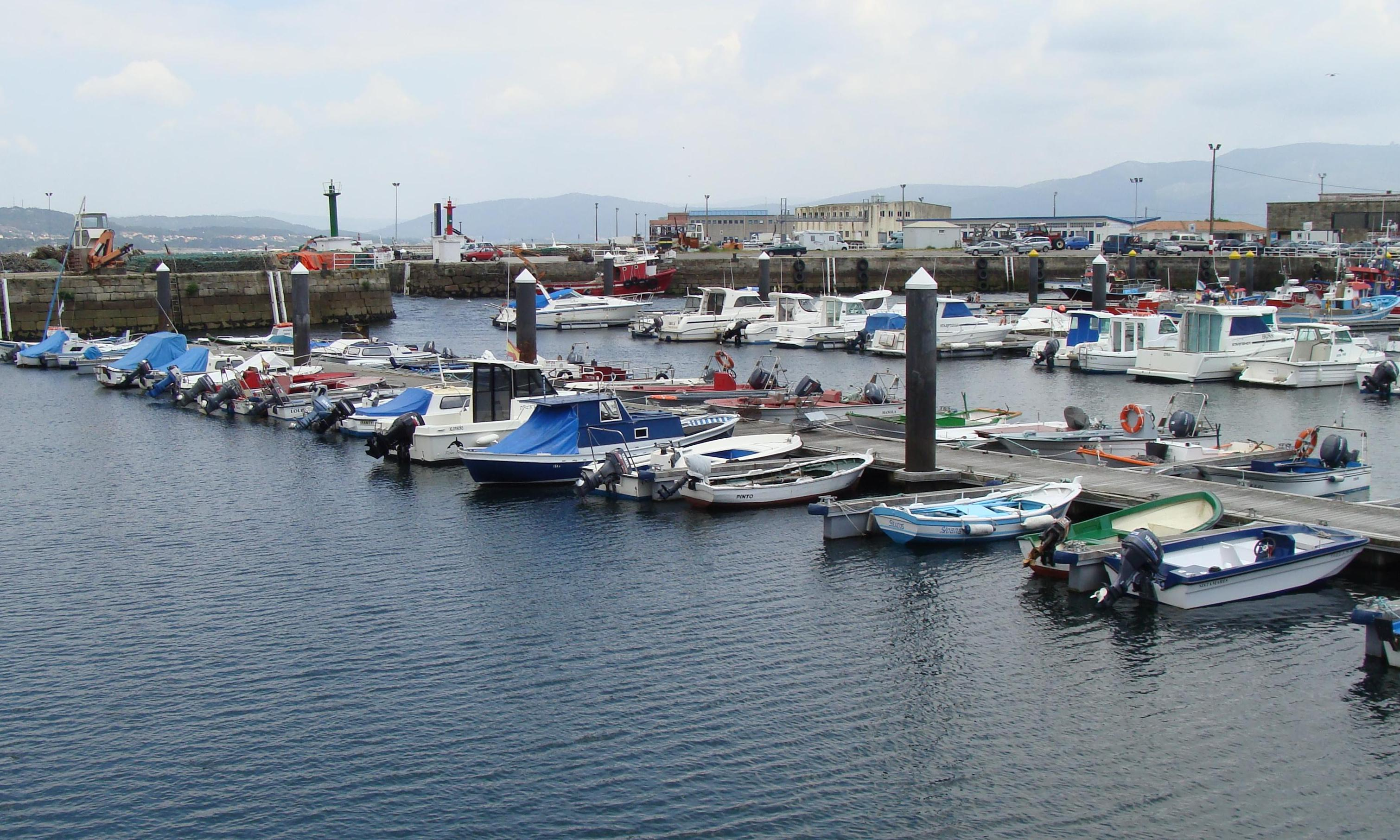
Puerto de Muros en marea baja.

Fundada en el siglo XIII por el rey Sancho IV de Castilla, nombrando la región como el Pueblo de Muro, el primer documento de este lugar es su nombramiento por Sancho IV como realengo en 1286. En 1298 Fernando IV le da a este pueblo la mitra Compostela, desapareciendo de su caparazón el castillo y el león (símbolo de los reyes de Castilla) y pasa a ser dos conchas del peregrino, que representan la Catedral de Santiago de Compostela. A mediados del siglo XV, el rey Juan II de Castilla permitió a la ciudad portuaria a las mercancías de exportación e importación. 
La ciudad ganó importancia con el tiempo, y fue amurallada en 1520. La construcción de 3 a 4 m de espesor y de alta hasta siete, y se divide la población en dos distritos muy definidos: la cerca y el pincel. La puerta principal de acceso fue la puerta del pueblo, flanqueada por dos torres de defensa fuerte y estaba ubicado cerca de la actual Casa Consistorial, la pared había dos puertas y dieciocho torres almenadas otros de hasta 11 m de altura. También en 1520 Alonso III de Fonseca construyó la Fortaleza del Monte Laurel para defenderse de los ataques de piratas. En 1543 una batalla naval tuvo lugar en la ría de Muros, donde la Armada española, dirigida por el almirante Álvaro de Bazán, derrotó a los franceses. En ese momento el gobierno local se reúne en el cementerio de San Pedro. A finales del siglo XVI, el marqués de Cerralbo construyó un castillo cerca del antiguo mercado de pescado, que en el siglo XVIII llegó a tener doce cañones.
En marzo de 1809, en la Guerra de la Independencia española, la ciudad fue destruida por las tropas napoleónicas en doce horas. Además de los daños humanos y materiales (190 casas destruidas), se quemó el Archivo Municipal, que causó la pérdida de la mayoría de la documentación histórica. En el siglo XIX, llegaron a la aldea empresarios catalanes, que crearon más de treinta fábricas de Salazón, especialmente sardinas y el arenque. Junto con los astilleros, que han marcado la vida profesional y la fisonomía de la ciudad.
En el siglo XX la ciudad recibió la visita de María Cristina de Habsburgo-Lorena, la reina madre de Alfonso XIII. La noble estuvo unos días viviendo con su séquito.
En mayo de 1970 la ciudad fue declarada Conjunto Histórico-Artístico, se define como "aldeas de pescadores que conservan los valores ambientales, típico y pintoresco, junto con la grandeza severas de la monumental palacios góticos y templos como la ex colegiata y la ermita de la Virgen el Camino".

## Geografía humana

### Demografía
Cuenta con una población de 8184 habitantes (INE 2024).
| Gráfica de evolución demográfica de Muros entre 1842 y 2021                                                           |
| |
| Población de derecho según los censos de población del INE. Población de hecho según los censos de población del INE. |

## Monumentos
- El casco antiguo: fundado en el siglo X, mantiene las viviendas tradicionales de los marineros y la arquitectura noble, como la plaza de la Peixería Vella. Los barrios marineros se forman con las casas, compuestas por bajos con arcos de medio punto alternándose con arcos apuntados, donde antiguamente se apilaban las cajas con el pescado.
- La iglesia parroquial de Muros, de estilo gótico. Este templo constituye el edificio religioso más importante de la villa y anteriormente se conocía como la Colegiata de Santa María del Campo. Fue mandado construir por Lope de Mendoza en el siglo XIV. En el exterior reluce una torre campanario barroca del año 1757 que presenta una balaustrada pétrea en el cuerpo de las campanas, además de un pórtico cubierto que se sitúa sobre la entrada principal. La imagen más venerada por el pueblo muradano se encuentra también en esta iglesia. Se trata de una imagen del Cristo de la Agonía, que es una representación barroca de Cristo, en la que se refleja una gran expresión de sufrimiento.[3]
- El Muíño de Maré do pozo de Cachón, un antiguo molino construido en el primer tercio del siglo IX y que aprovechaba la energía de las mareas. Es uno de los más grandes de España.[4]

## Clima
El clima de Muros es propio del dominio oceánico hiperhúmedo aunque que, debido a la orientación al sur dominante y a la protección de los vientos por las sierras que lo delimitan, permite la suavidad de ciertos rasgos climáticos. La concentración de precipitaciones en el otoño-invierno y el descenso en el verano es patente, tanto que incluso se llega a hablar de aridez estival y déficit hídrico, vinculado a la dificultad de retener el agua por parte del substrato arenoso.

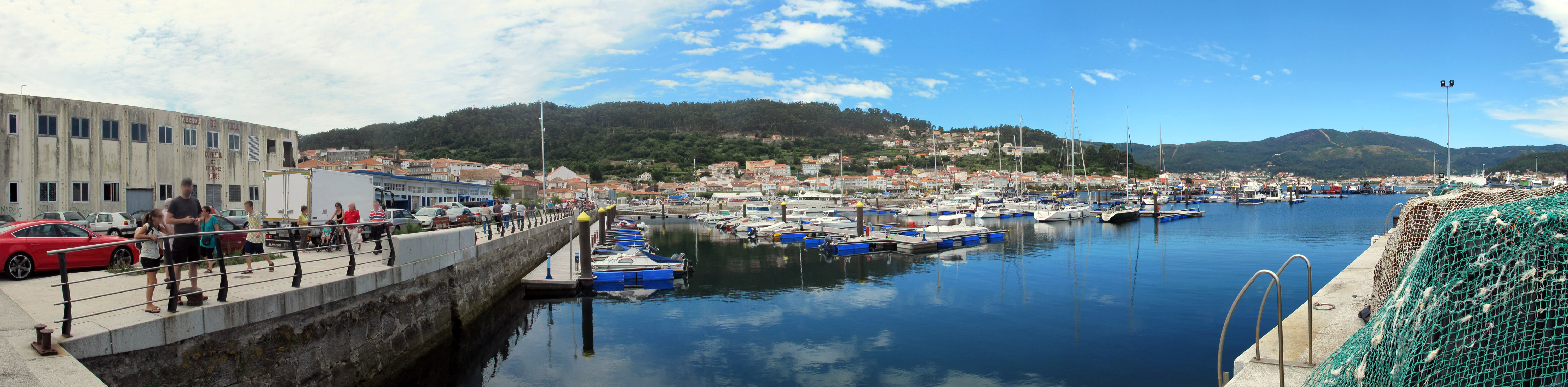
Vista desde el puerto.

## Parroquias
Parroquias que forman parte del municipio:
- Abelleira (Santo Estevo)
- Esteiro (Santa Mariña)
- Louro (Santiago)
- Muros (San Pedro)
- Serres (San Xoán)
- Sestayo[6]
- Tal (Santiago)
- Torea (San Xián)

## Galería de imágenes

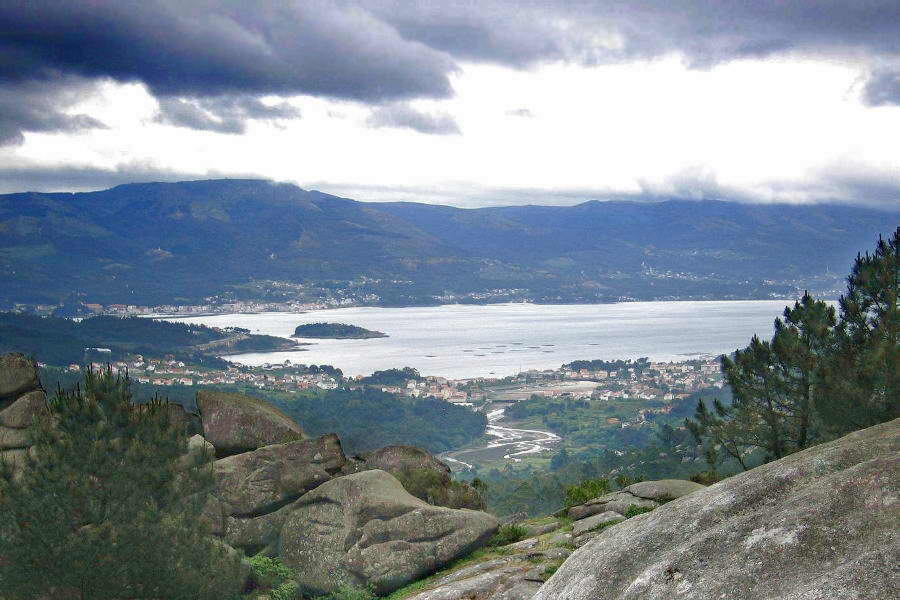
Esteiro.
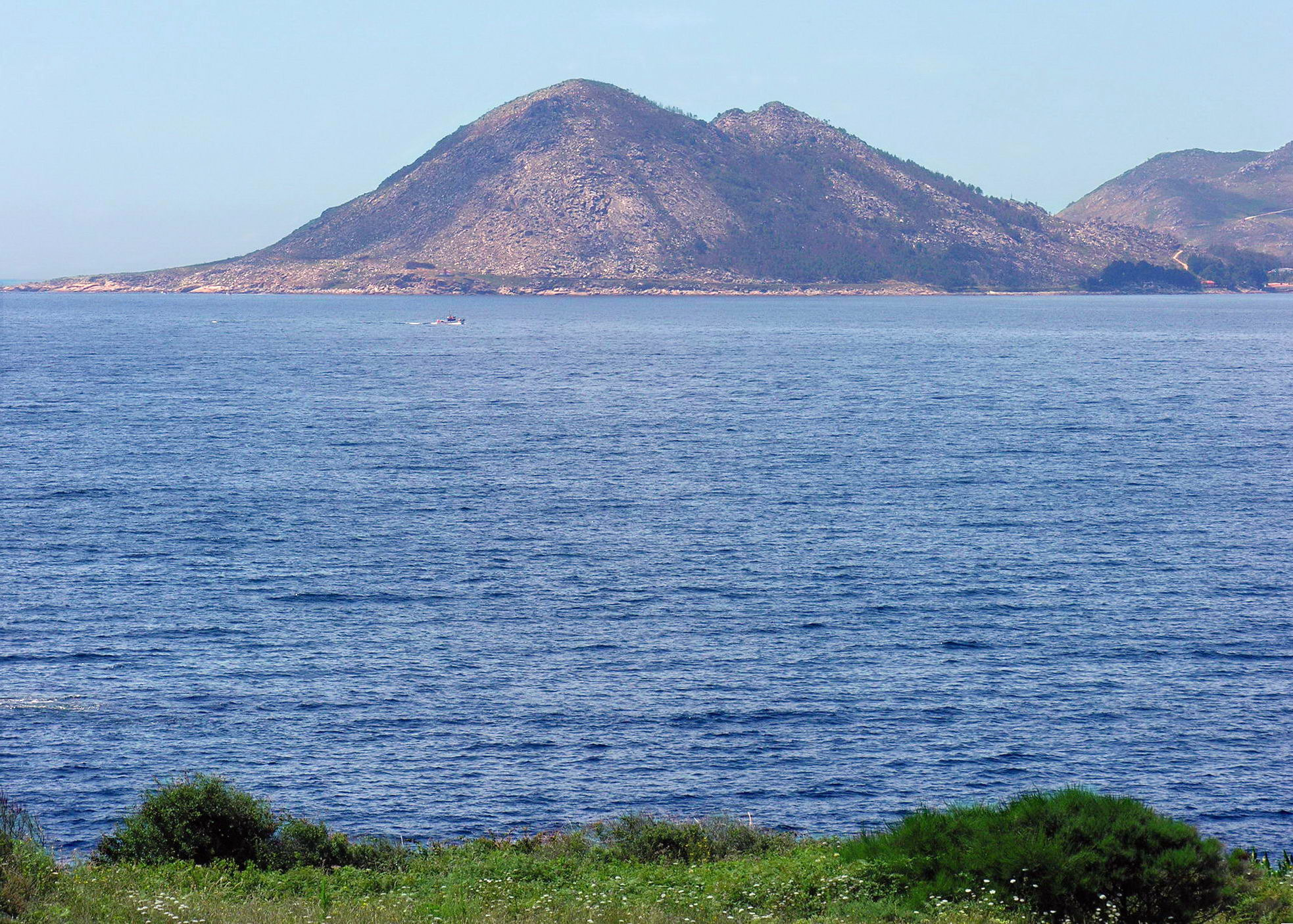
Monte Louro desde Arnela, Baroña.
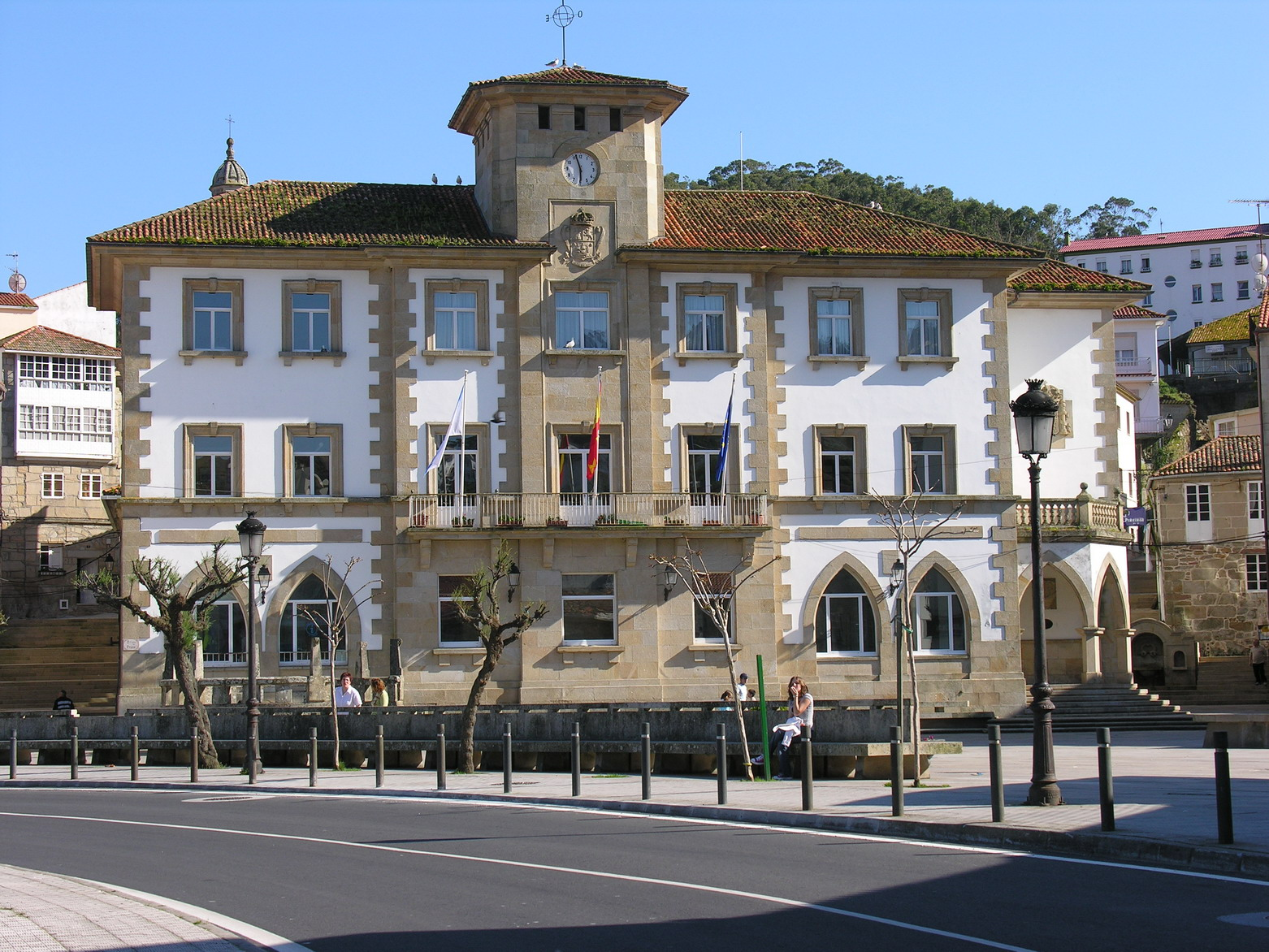
Ayuntamiento de Muros.
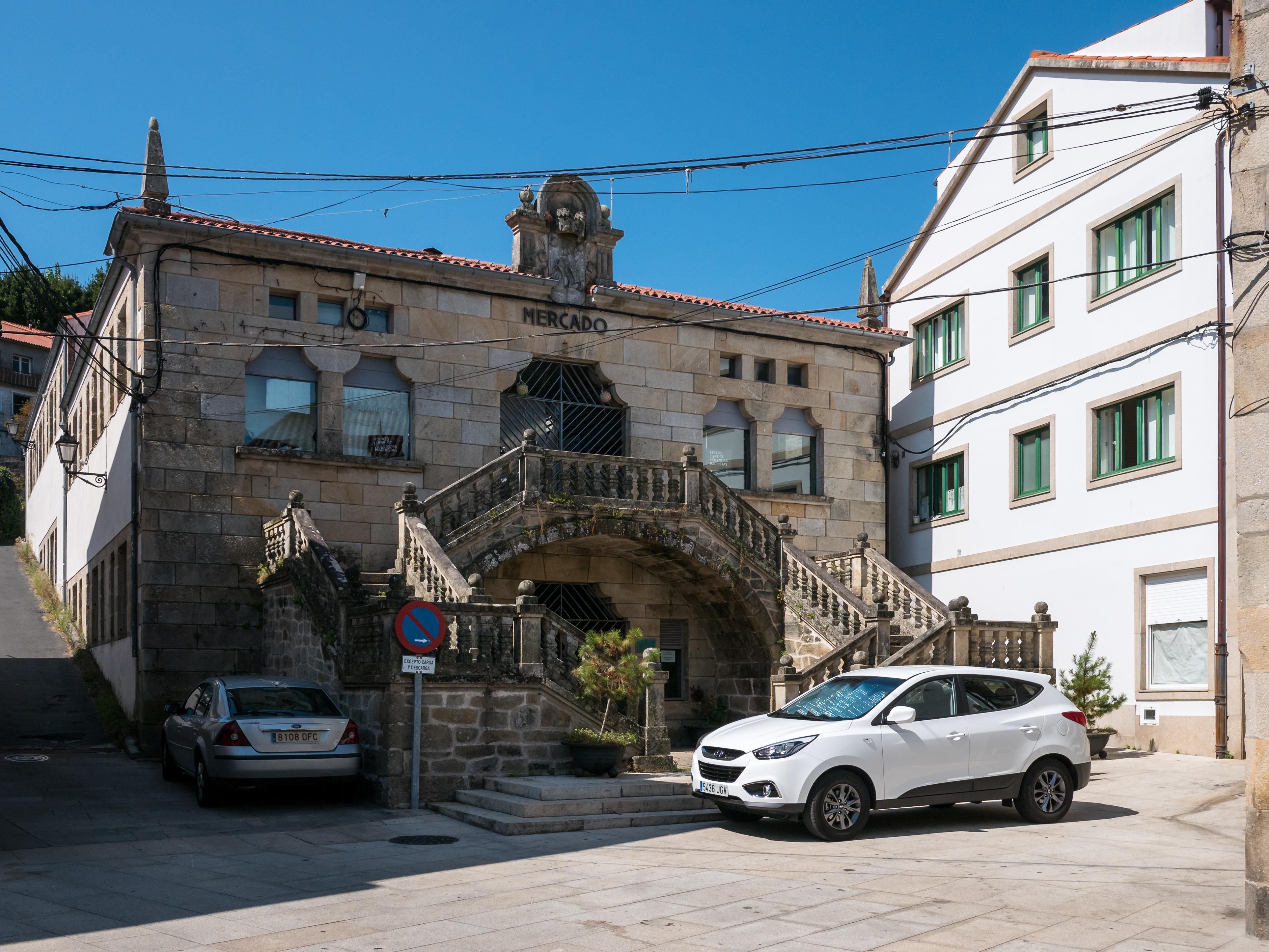
Mercado Municipal.